# Milbridge
Milbridge és una població dels Estats Units a l'estat de Maine (EUA). Segons el cens del 2000 tenia 1.279 habitants.

## Demografia
Segons el cens del 2000, Milbridge tenia 1.279 habitants, 549 habitatges, i 360 famílies. La densitat de població era de 20,5 habitants/km².
Dels 549 habitatges en un 21,5% hi vivien nens de menys de 18 anys, en un 54,3% hi vivien parelles casades, en un 8,4% dones solteres, i en un 34,4% no eren unitats familiars. En el 29,3% dels habitatges hi vivien persones soles el 16,9% de les quals corresponia a persones de 65 anys o més que vivien soles. El nombre mitjà de persones vivint en cada habitatge era de 2,23 i el nombre mitjà de persones que vivien en cada família era de 2,67.
Per edats la població es repartia de la següent manera: un 18,5% tenia menys de 18 anys, un 7,1% entre 18 i 24, un 24,3% entre 25 i 44, un 25,9% de 45 a 60 i un 24,2% 65 anys o més.
L'edat mediana era de 45 anys. Per cada 100 dones de 18 o més anys hi havia 87,6 homes.
La renda mediana per habitatge era de 22.371 $ i la renda mediana per família de 27.120 $. Els homes tenien una renda mediana de 25.850 $ mentre que les dones 17.356 $. La renda per capita de la població era d'11.996 $. Entorn del 14,9% de les famílies i el 20,7% de la població estaven per davall del llindar de pobresa.